# Pudding Mill Lane (DLR)
Pudding Mill Lane (en anglais : Pudding Mill Lane DLR Station), est une station, de la branche nord, de la ligne de métro léger automatique Docklands Light Railway (DLR), en zone 2 et 3 Travelcard. Elle est située sur la Pudding Mill Lane, à Stratford dans le borough londonien de Newham sur le territoire du Grand Londres.

## Situation sur le réseau

Plan de la ligne du métro léger DLR.

Située en aérien, Pudding Mill Lane (DLR) est une station de la branche nord du Docklands Light Railway, située entre les stations : Stratford, terminus nord, et Bow Church en direction de la station de bifurcationPoplar (DLR),. Elle est en zone 2 Travelcard.
La plateforme de passage dispose de deux quais latéraux encadrant les deux voies de la ligne. La station dispose de dispositifs permettant le dédoublement de la ligne (section à voie unique) en amont et en aval des quais.

## Histoire

### Première station (1996-2014)
Lors de l'ouverture de la ligne en 1987, la station Pudding Mill Lane n'est qu'un projet et un emplacement réservé sur la section à voie unique entre Stratford et Bow Church. Dès qu'un financement est possible, la station est mise en chantier puis mise en service le 15 janvier 1996. Elle dispose alors d'un doublage de la voie unique pour l'encadrement d'un quai central prévu, en longueur, pour une desserte par des rames de deux voitures.
Lors de l'agrandissement des stations pour la desserte par des rames de trois voitures, Pudding Mill Lane n'est pas modifiée mais simplement les portes de la troisième voiture sont fermées pendant les arrêts. Durant les Jeux Olympiques de 2012, elle est fermée pour des raisons de sécurité du fait de son incapacité à absorber un supplément de fréquentation. Lorsqu'une décision est prise de construire une nouvelle station plus au sud il est également décidé de poursuivre son service jusqu'à la fin du chantier. Cette première station est officiellement fermée le 17 avril 2014, puis elle est détruite pour permettre le passage d'une voie ferrée réalisée dans le cadre du projet Crossrail.

La première station avant sa fermeture
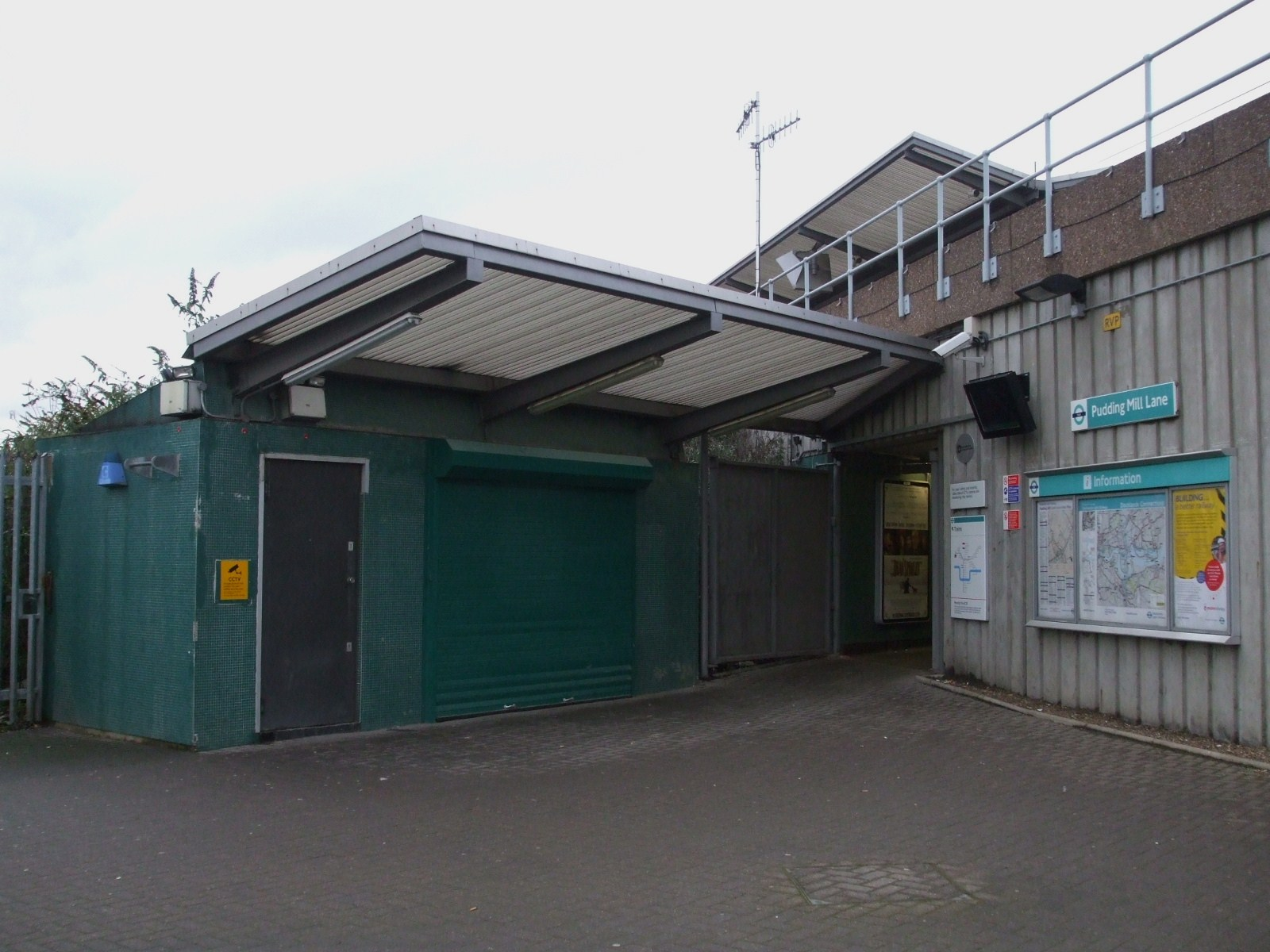
5 décembre 2008.
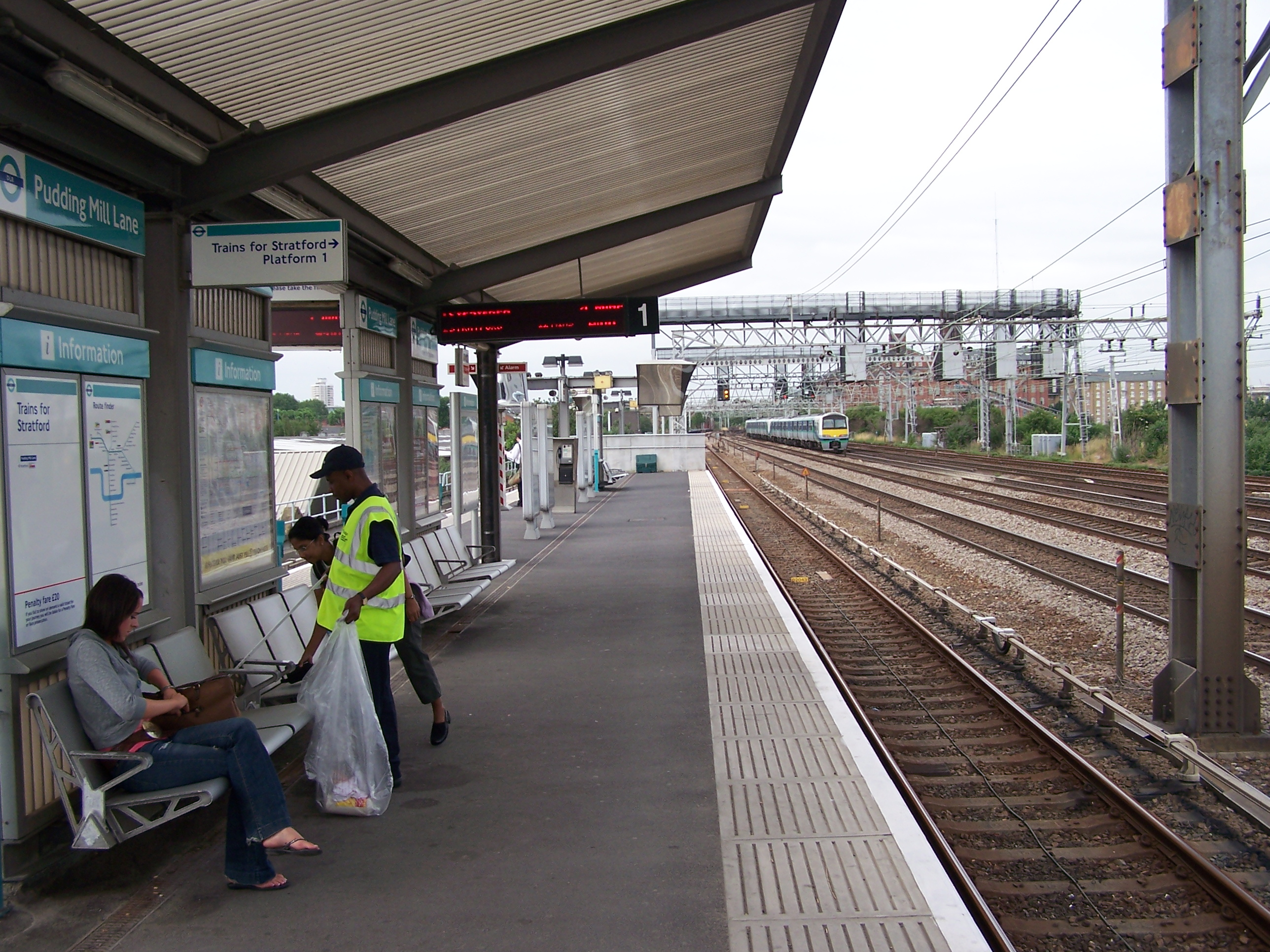
28 novembre 2006.
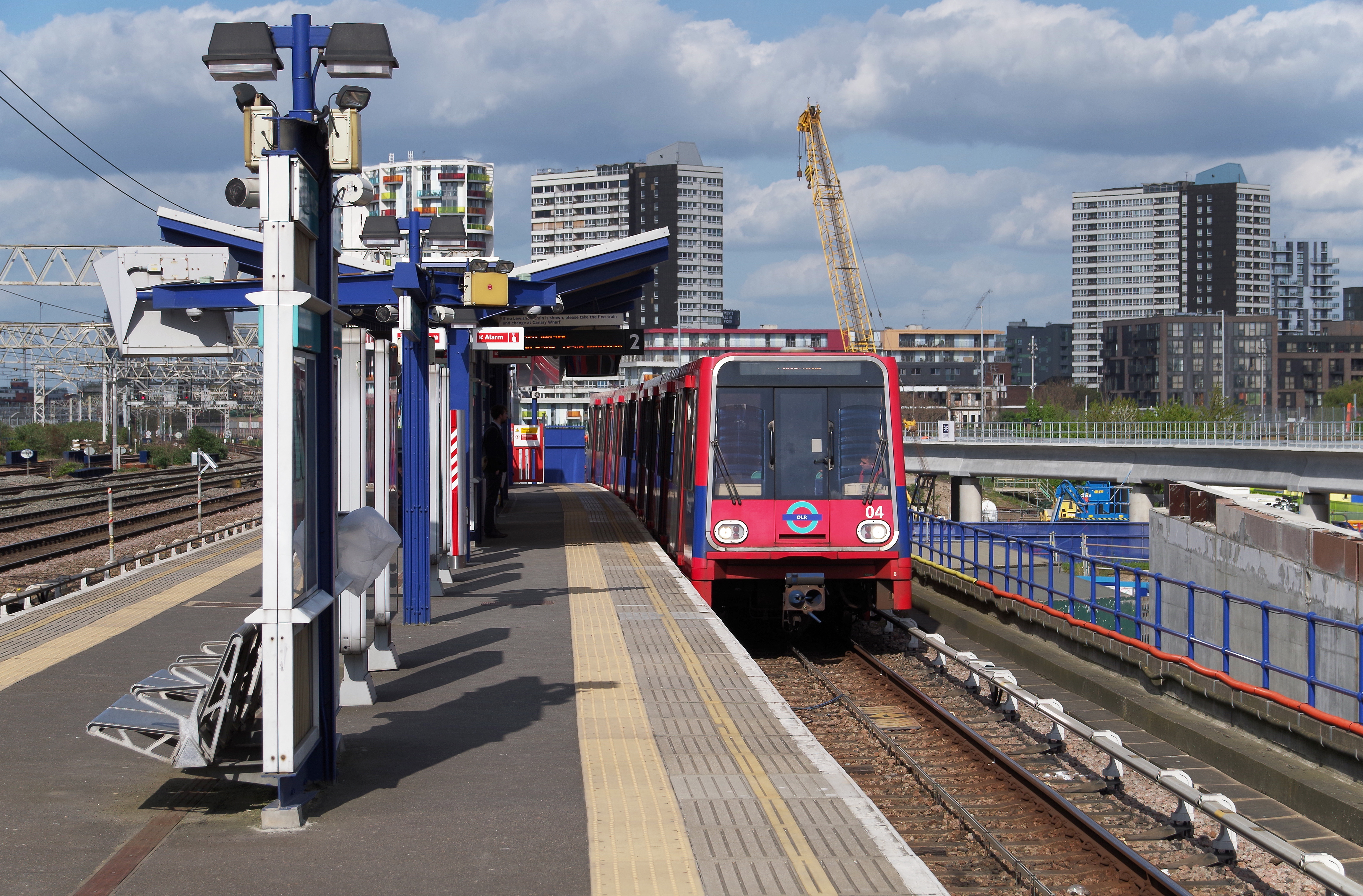
14 avril 2014.

### Seconde station (depuis 2014)
La nouvelle station créée en aérien sur un viaduc est mise en service le 28 avril 2014. Elle dispose de deux quais latéraux, prévus pour des rames de trois voitures, qui encadrent un nouveau tronçon à deux voies.

## Services aux voyageurs

### Accès et accueil
Donnant sur la Pudding Mill Lane, la station est accessible aux personnes à la mobilité réduite.

### Desserte
La station BPudding Mill Lane DLR est desservie par les rames des relations : Stratford - Canary Wharf, ou Lewisham aux heures de pointe du lundi au vendredi, et Stratford International - Woolwich Arsenal,.

Installations et desserte
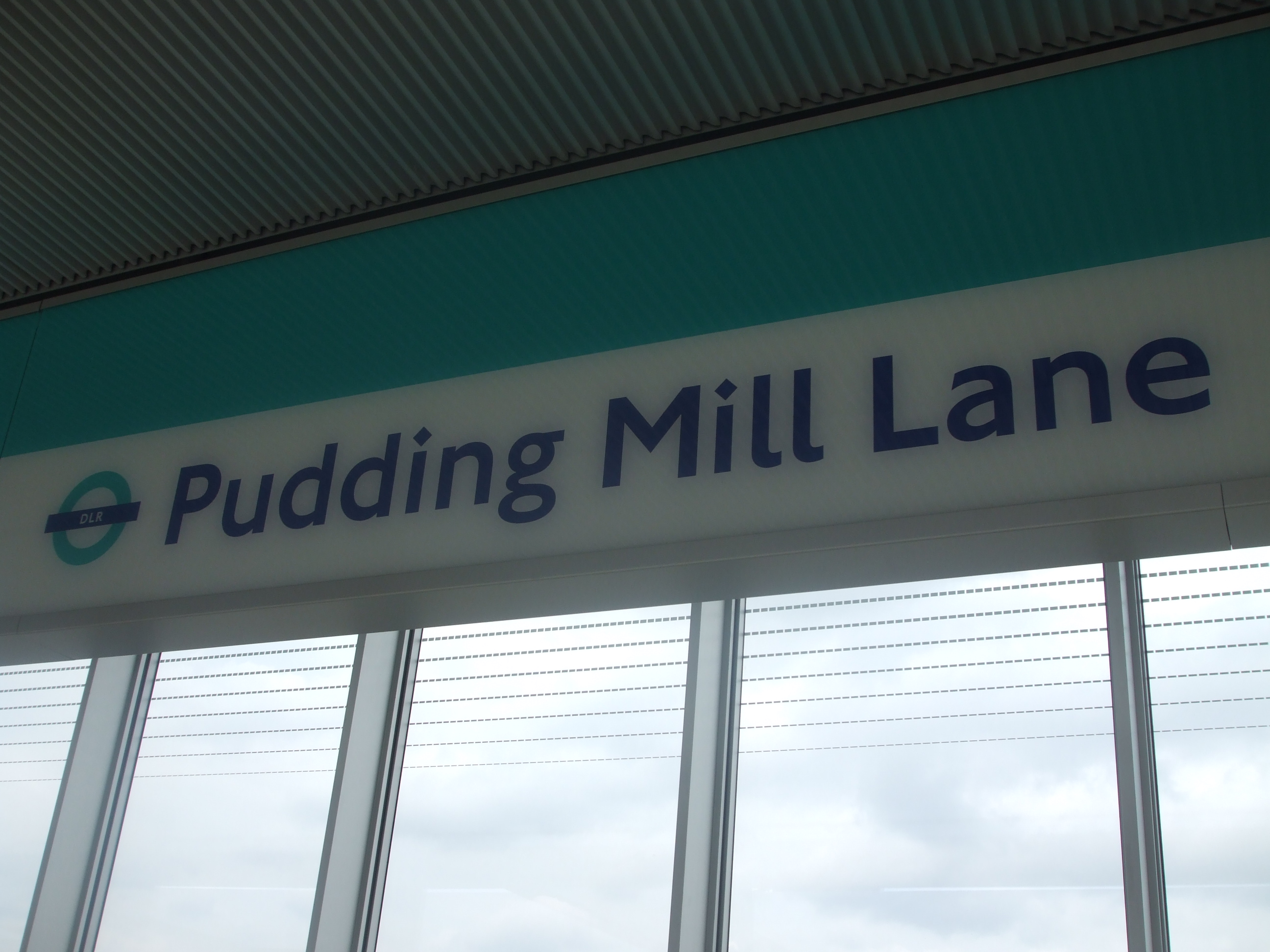
Août 2014.
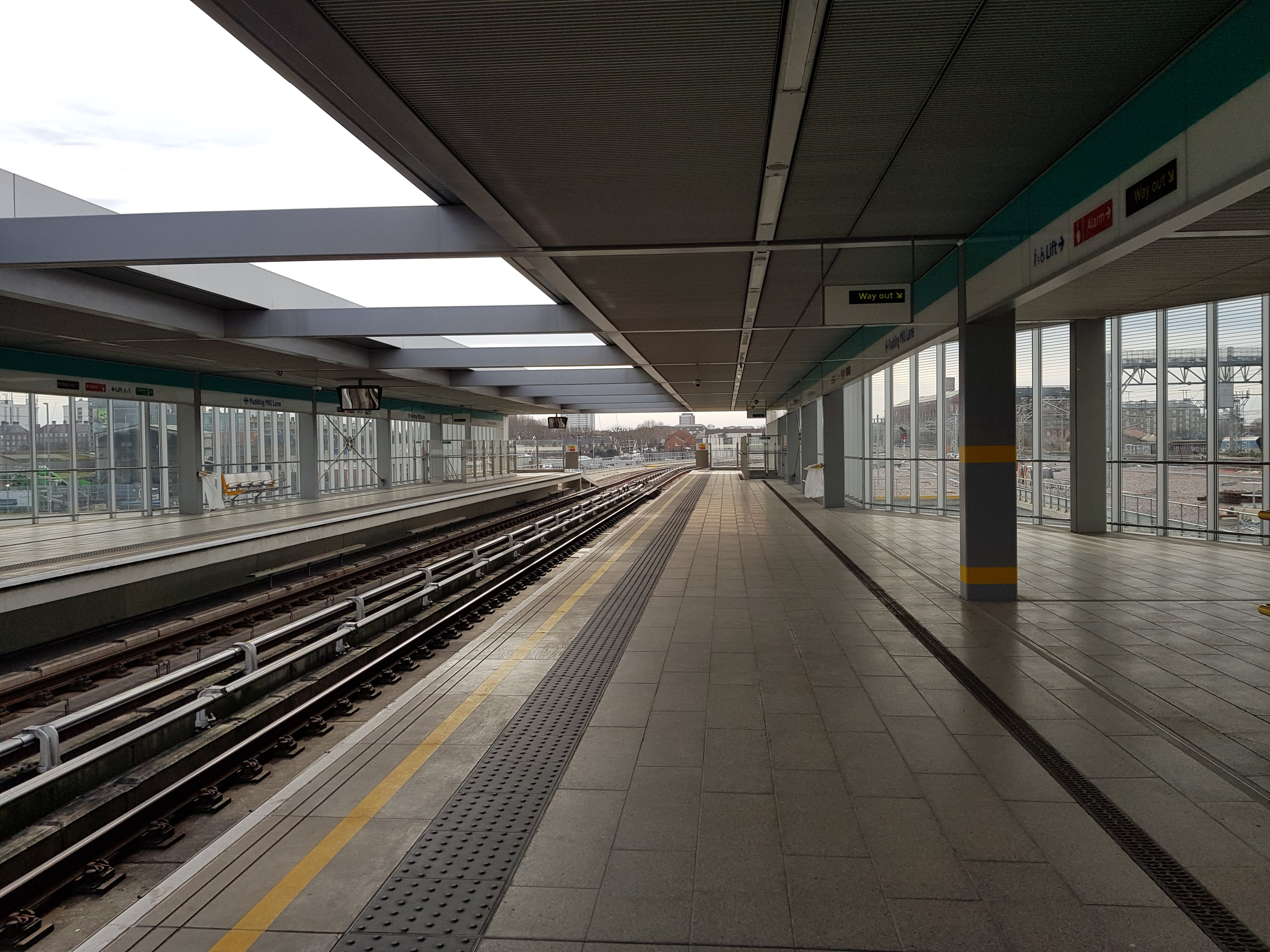
2018.
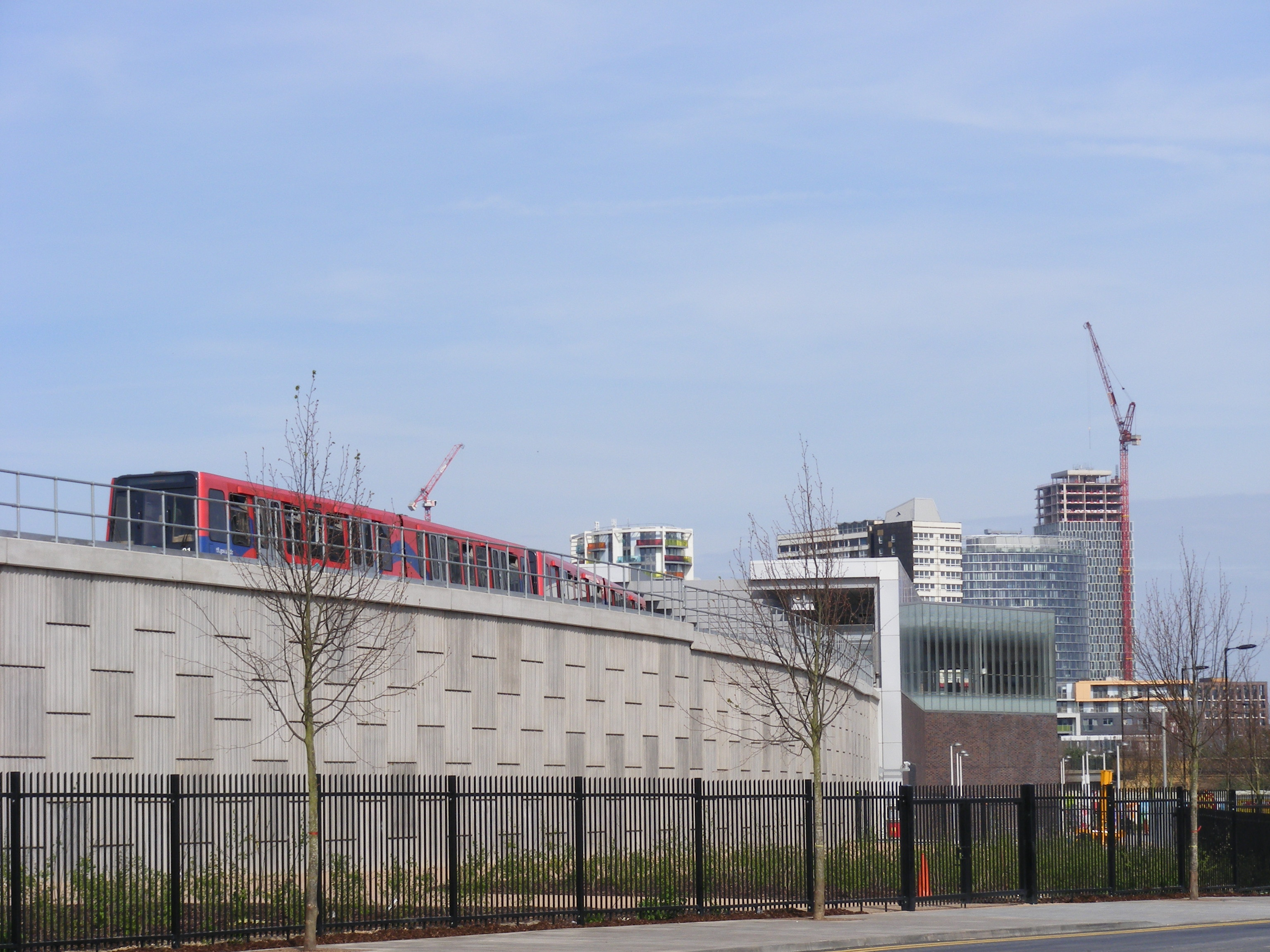
2017.

### Intermodalité
La station n'est pas directement desservie par les Autobus de Londres.

## À proximité
- Stratford